# Siettitia balsetensis
Siettitia balsetensis is een keversoort uit de familie waterroofkevers (Dytiscidae). De wetenschappelijke naam van de soort is voor het eerst geldig gepubliceerd in 1904 door Abeille de Perrin.